# Rafineria spirytusu Augusta Frankego w Bydgoszczy
 Rafineria spirytusu Augusta Frankego w Bydgoszczy – przedsiębiorstwo istniejące w latach 1827-1945 w Bydgoszczy. Pozostałe po niej zabytkowe budynki poprzemysłowe są elementami Wenecji Bydgoskiej. 

## Położenie
Budynki znajdują się na zachodnim nabrzeżu rzeki Młynówki przy Wyspie Młyńskiej w Bydgoszczy. Zajmują posesje ul. Czartoryskiego. 

## Historia

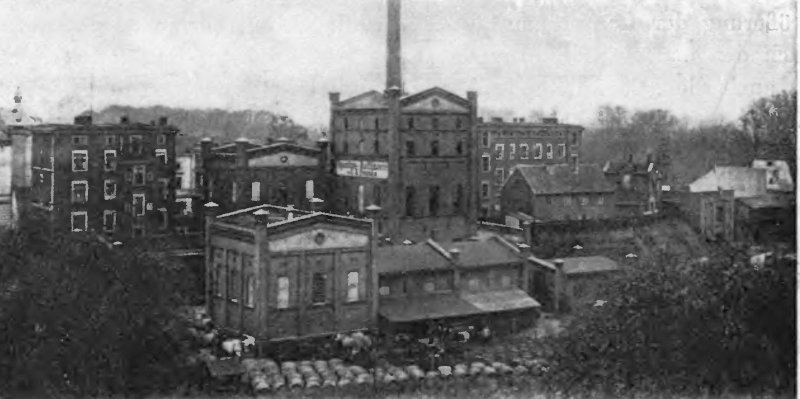
Rafineria spirytusu C.A. Franke na początku XX wieku

Założycielem firmy C.A. Franke był Carl August Franke przybyły do Bydgoszczy w 1827 roku z Leszna. Początkowo była to mała destylarnia spirytusu. Po śmierci Carla Augusta w 1853 zarządzanie firmą przejął jego syn Hermann Franke. Od tego momentu datuje się jej stały, dynamiczny rozwój. W 1857 roku w destylarni zainstalowano aparat spirytusowy o napędzie parowym i pojemności 1000 litrów. Maszynę parową o sile 3 KM, pierwszą wówczas w mieście, dostarczyły bydgoskie warsztaty Fritza Eberharda. 
W 1872 r. Hermann Franke uruchomił przy ul. Podwale 11 nowy zakład, który miał służyć do produkcji czystego rektyfikatu do wyrobu popularnych wówczas likierów. Zainstalowano w niej aparat spirytusowy pozwalający na dzienną produkcje spirytusu w ilości około 3500 litrów. Tak wysoka wydajność uczyniła z firmy Frankego monopolistę w dostawach spirytusu dla Bydgoszczy i okolic, ale też stworzyła konieczność rozwiązania problemu magazynowania wyprodukowanego rektyfikatu, zwłaszcza w miesiącach zimowych. 
W tym celu w 1887 roku Franke zakupił parcelę przy ul. ks. Czartoryskiego, nad rzeką Młynówką. Stanął na niej skład spirytusu wyposażony w cementowe cysterny i żelazne zbiorniki, zdolne pomieścić około 1 mln litrów surowego spirytusu (niedługo później 1,75 mln litrów). Na bazie tego magazynu w 1893 roku właściciel wybudował dużą i nowoczesną na owe czasy rafinerię spirytusu. Oba zakłady – stara fabryka przy ul. Podwale oraz nowo wybudowana rafineria przy ul. Czartoryskiego – osiągnęły zdolność produkcyjną około 10.000 litrów spirytusu dziennie. W późniejszych latach pewnemu ograniczeniu uległ jednak rynek zbytu i możliwości produkcyjne zakładu nie były w pełni wykorzystywane. Kapitał zakładowy był jednak znaczny i wynosił 750 tys. marek. 
W latach 90. XIX wieku obok obu zakładów urządzono ogólnodostępne zakłady kąpielowe nad Brdą i Młynówką. Łaźnie te przez wiele lat zaspokajały potrzeby mieszkańców miasta, później utraciły znaczenie w związku z rozbudową sieci wodociągowej i instalacją łazienek we wszystkich bogatszych domach.
Ustabilizowana sytuacja finansowa pozwalała właścicielowi przedsiębiorstwa, Hermanowi Frankemu, na działalność społeczną i polityczną we władzach miasta, licznych organizacjach i stowarzyszeniach. Jego działalność charytatywna oraz zaangażowanie w pracy na rzecz rozwoju Bydgoszczy na polu gospodarczym, kulturalnym i społecznym sprawiły, że w 1900 roku rada miejska i magistrat Bydgoszczy nadały mu tytuł Honorowego Obywatela Miasta.
Jeszcze za swojego życia, w 1897 roku, Hermann Franke uczynił formalnym współwłaścicielem firmy swego młodszego syna, Konrada Frankego. Zadecydowało o tym zaabsorbowanie właściciela innymi obowiązkami z racji pełnionych funkcji i piastowanych godności, ale także dynamiczny rozwój firmy, która z małej gorzelni przekształciła się w duży jak na owe czasy zakład. Po śmierci Hermanna Frankego (w 1913 roku) cała firma przeszła w ręce Konrada. Zarządzał on przedsiębiorstwem zaledwie 4 lata, gdyż w zmarł przedwcześnie (w 1917 roku), mając 52 lata.
Zakład funkcjonował przez cały okres międzywojenny i niemiecką okupację w latach 1939–1945. Przedsiębiorstwo znajdowało się nadal pod wpływem kapitału niemieckiego. Po II wojnie światowej fabryka została upaństwowiona.

## Architektura
Budynki poprzemysłowe rafinerii spirytusu stojące frontem do rzeki Młynówki stanowią część składową Wenecji Bydgoskiej. Niektóre z nich mają ozdobny charakter, jak np. budynek stojący przy zejściu od ul. Czartoryskiego do kładki im. Krzysztofa Klenczona. Obiekty wzniesiono w typie ceglanej architektury przemysłowej charakterystycznej dla końca XIX wieku.

## Galeria

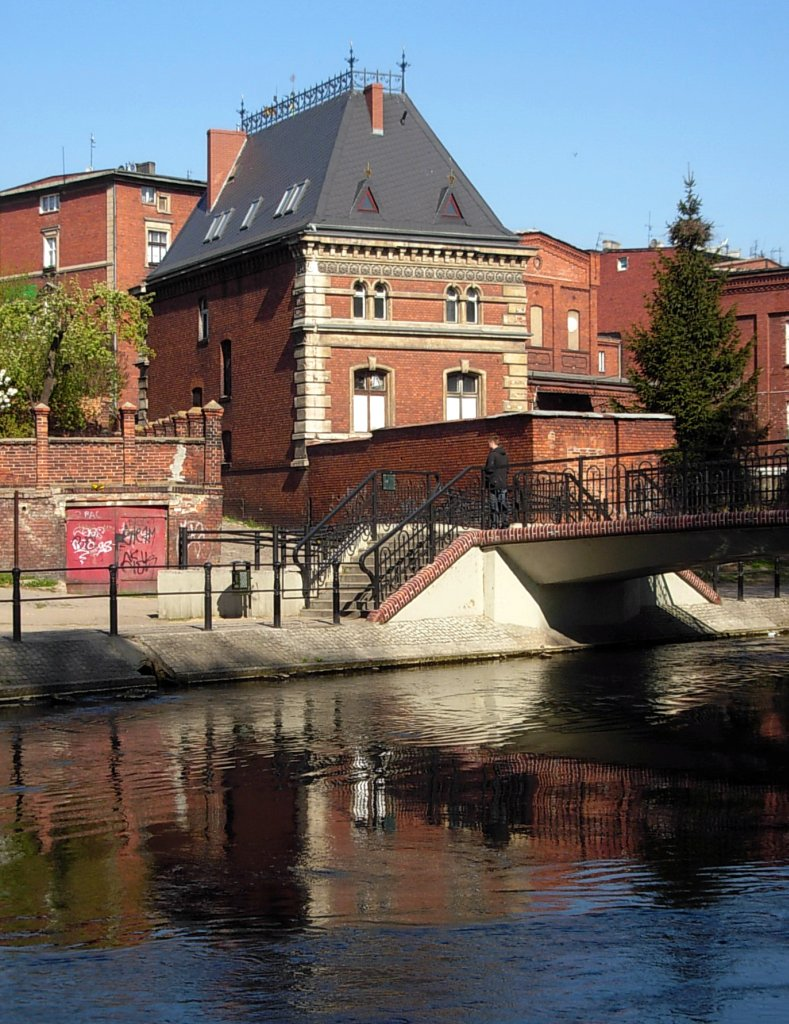
Widok od strony Młynówki
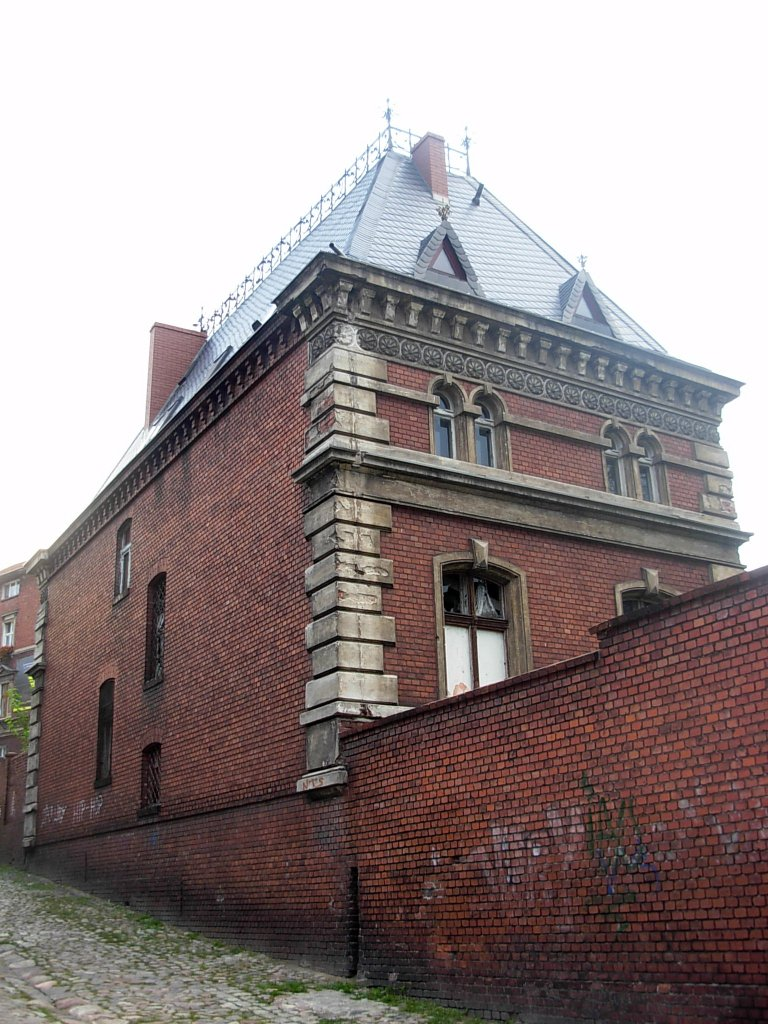
Przy zejściu do Młynówki tzw. wodopoju dla koni.
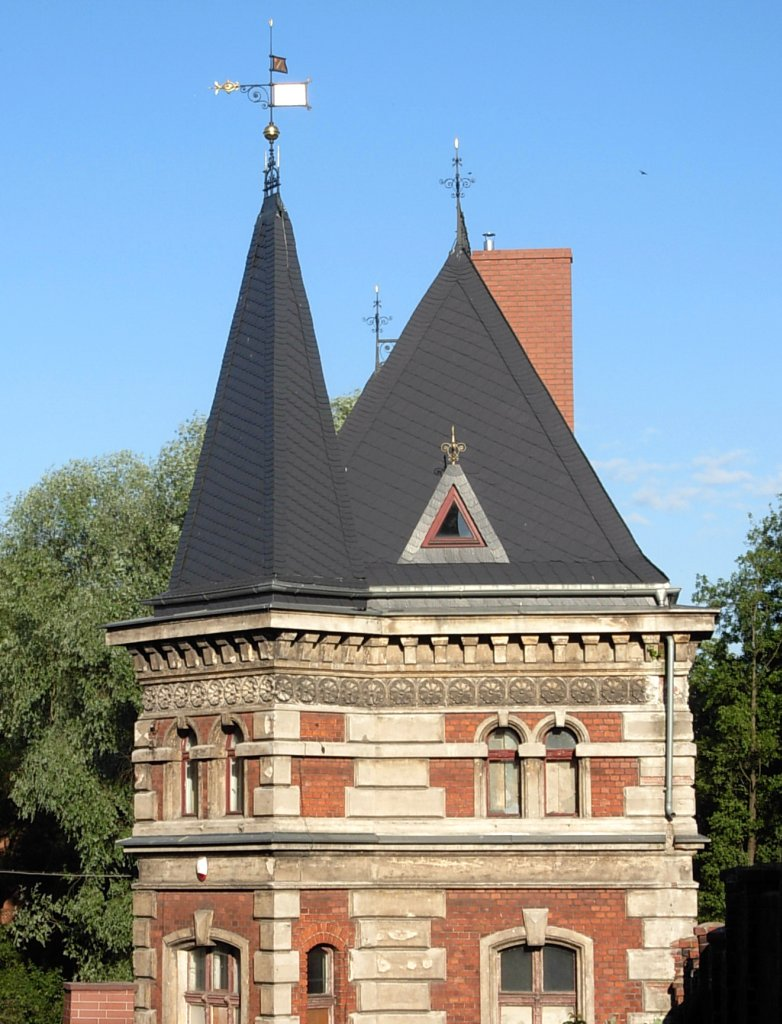
Ozdobny dach budynku poprzemysłowego
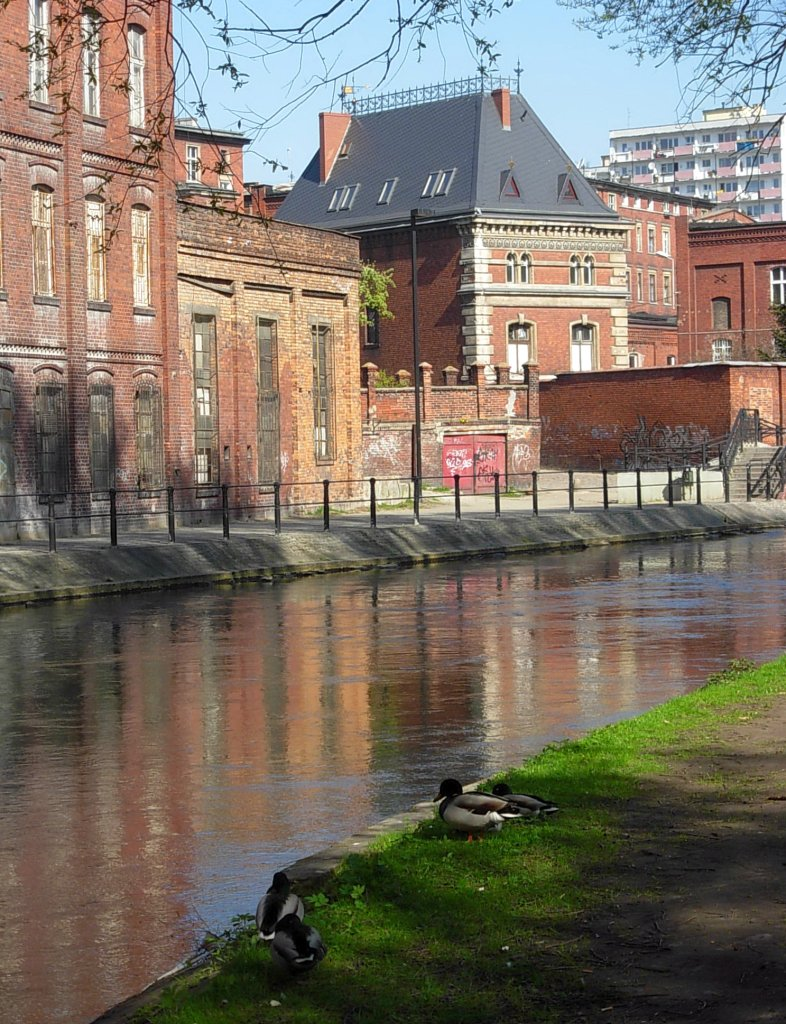
Widok ze ścieżki nad Młynówką, na lewo dawna farbiarnia Wilhelma Koppa.